# Мадона дел'Аква (Пиза)
Мадона дел'Аква је насеље у Италији у округу Пиза, региону Тоскана.
Према процени из 2011. у насељу је живело 1595 становника. Насеље се налази на надморској висини од 1 м.